# Deus absconditus
Deus absconditus (expression latine signifiant « Dieu caché », du verbe abscondere, « cacher ») est un concept de la théologie chrétienne issu du Premier Testament. Il désigne Dieu en tant qu'inconnaissable par la seule raison humaine.

## Présentation

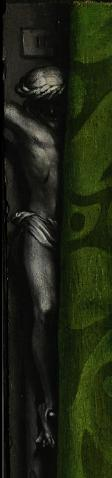
Les Ambassadeurs (détail), par Holbein, 1533.

L'expression vient de la traduction par la Vulgate d'un verset du Livre d'Isaïe : Vere tu es Deus absconditus Deus Israhel salvator, « Mais tu es un Dieu qui te caches, Dieu d’Israël, sauveur ! » (Es 45,15) : אָכֵן, אַתָּה אֵל מִסְתַּתֵּר--אֱלֹהֵי יִשְׂרָאֵל, מוֹשִׁיעַ.
Le thème du Deus absconditus se réfère à l'impuissance de la raison humaine à appréhender Dieu. Cette approche considère que la sagesse de Dieu est incommensurable, sa volonté, insondable, et qu'il existe une différence infinie entre Dieu et ses créatures : Dieu est le ganz Anderes (le « tout Autre ») tel qu'il est défini dans Le Sacré de Rudolf Otto (1917).
Divers théologiens et philosophes, parmi lesquels Nicolas de Cues, Luther, Calvin et Pascal, ont traité de cette impossibilité en lien avec la transcendance divine. 
Situé au centre de la théologie apophatique, ce concept occupe une place importante dans la théologie dialectique, notamment chez Karl Barth, auquel s'oppose sur ce point Erich Przywara.
Il est l'antithèse du Deus revelatus, le « Dieu révélé » décrit par Luther dans le De servo arbitrio.

## Luther et la grâce
La thématique du Deus absconditus est liée au cercle herméneutique de la relation entre foi et raison. La divinité se manifeste de manière à ne pas violer le libre arbitre de l'homme afin que la foi reste un choix, et non un fait évident et irréfutable pour la raison.
Luther a explicité la notion de Deus absconditus dans son ouvrage De servo arbitrio (1525), mais il l'avait déjà évoquée dans ses premiers commentaires des Psaumes et dans son cours de 1516 sur l'Épître aux Romains. Le De servo arbitrio développe l'idée qu'il nous est impossible de connaître la face cachée de Dieu, le Deus absconditus, ce qu'il résume par cette formule : « Quæ supra nos nihil ad nos » (« Ce qui est au-dessus de nous ne nous concerne pas »). Seule la révélation en Christ nous éclaire sur la nature de Dieu et sur sa volonté. 
Luther défend la doctrine de la prédestination, qui amène le chrétien à s'humilier devant Dieu, à ne pas se fier à ses propres mérites et à s'en remettre entièrement à la grâce divine.

## Pascal: le Dieu qui se cache
Pour Pascal, le Deus absconditus est moins un « Dieu caché » qu'un « Dieu qui se cache » en raison de l'aveuglement des hommes, dû au péché originel, et dont seul le Christ peut les délivrer. De surcroît, rejoignant en cela l'enseignement des jansénistes, Pascal récuse l'aptitude de la raison à pénétrer les mystères de la foi tout comme il se méfie des « preuves métaphysiques » de l'existence de Dieu. Dès lors, le Deus absconditus est nécessaire à la foi : « Si Dieu se découvrait continuellement aux hommes, il n'y aurait point de mérite à le croire ; et s'il ne se découvrait jamais, il y aurait peu de foi. »
La pensée de Pascal est, pour Xavier Tilliette, « d'un seul mouvement une apologétique originale, une critique de la connaissance et une méditation ou un mysticisme ». En ce sens, le mystère eucharistique représente aux yeux de Pascal « à la fois une apothéose du Dieu caché et la pierre de touche de la vérité catholique ». Sa lettre d'octobre 1656 à Charlotte de Roannez va jusqu'à évoquer « cet étrange secret, dans lequel Dieu s'est retiré, impénétrable à la vue des hommes ». Ce Dieu, poursuit Pascal, « est demeuré caché, sous le voile de la nature qui nous le couvre, jusques l'Incarnation ; et quand il a fallu qu'il ait paru, il s'est encore plus caché en se couvrant de l'humanité ». Ce secret si « étrange », si « obscur », selon Pascal, n'est autre que le sacrement de l'eucharistie, autrement dit la « manne cachée » de l'Apocalypse mais aussi le Vere tu es Deus absconditus du Livre d'Isaïe. 
Pascal place donc l'eucharistie, remarque Xavier Tilliette, « au cœur de l'obscurité où Dieu lui-même a voulu se plonger afin d'y être plus ardemment cherché ». En tant que « pièce de l'apologétique pascalienne », l'eucharistie « garde son caractère d'épreuve de la foi », en particulier lorsque Pascal écrit : « Comme Jésus-Christ est demeuré inconnu parmi les hommes, ainsi sa vérité demeure parmi les opinions communes, sans différence à l'extérieur. Ainsi l'Eucharistie parmi le pain commun. »

## Le Christ anonyme
Plusieurs théologiens chrétiens voient dans d'autres religions des « semences » évangéliques ou encore la présence du « Christ anonyme ».

## Représentation artistique
Dans l'angle supérieur gauche du tableau Les Ambassadeurs, de Holbein, apparaît un crucifix à demi caché par une tenture verte, allusion au Deus absconditus. Cette image correspond à la vision qu'en suggère  l'Épître aux Romains, de l'apôtre Paul, qu'admirait Georges de Selve, l'ambassadeur représenté par Holbein.